# Alb mic
Alb mic este un vechi soi românesc de struguri albi cultivat în trecut în unele plantații din Oltenia. Face parte din același sortogrup cu soiul Alb mare. Se obținea o producție mare de struguri, iar vinurile rezultate erau de consum curent.